# Adrien Tambay

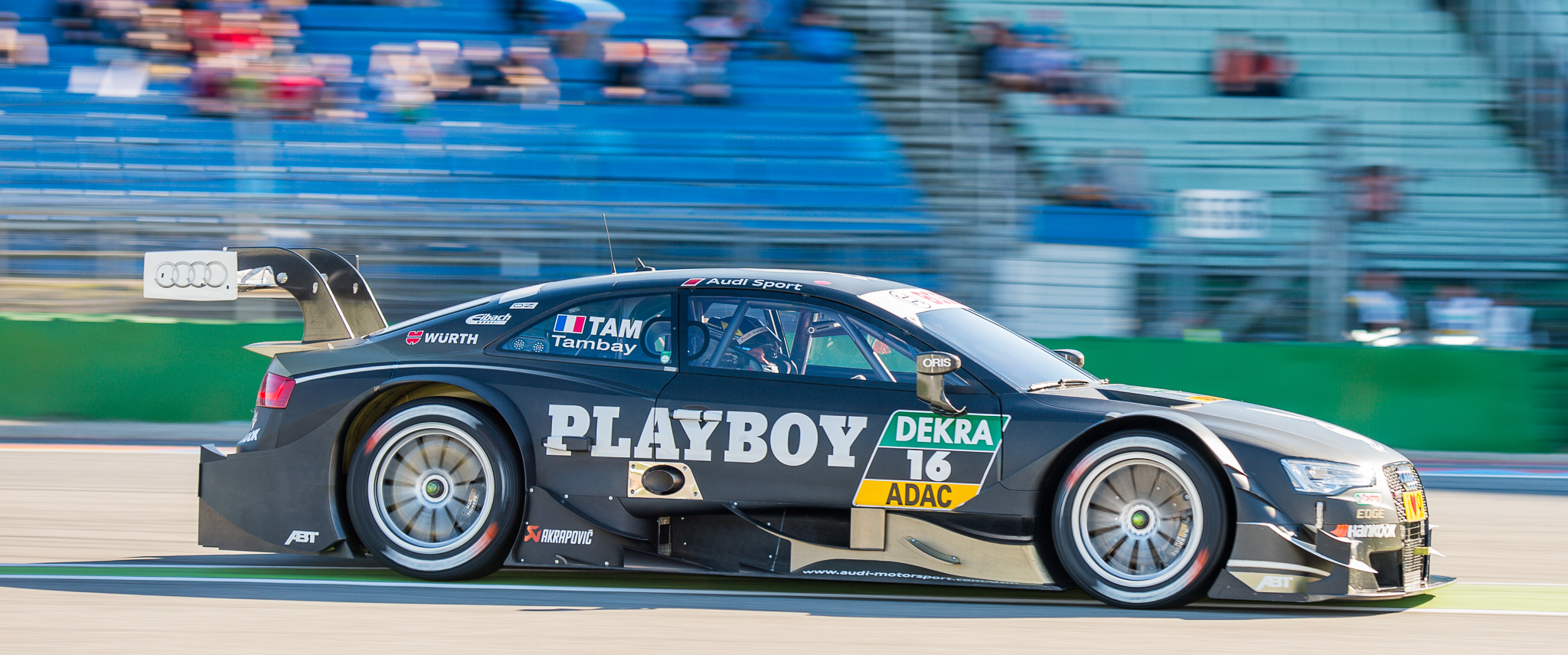
Adrien Tambay en 2014

Adrien Tambay (París, Francia; 25 de febrero de 1991) es un piloto de automovilismo francés que compite desde 2012 en el Deutsche Tourenwagen Masters con un Audi del equipo Abt. Es hijo del expiloto de Fórmula 1 Patrick Tambay.
Luego de iniciarse en el karting, Tambay disputó la Fórmula BMW Alemana 2007, resultando cuarto en el campeonato. En 2008 fue tercero en la Fórmula BMW Europea, por detrás de Esteban Gutiérrez y Marco Wittmann.
El francés progresó a la Fórmula 3 Euroseries en 2009, en la que no obtuvo puntos. En 2010 disputó el Auto GP, acabando sexto. Además, disputó cuarto carreras de la GP3 Series, logrando una victoria. En 2011 resultó cuarto en el Auto GP, pese a ausentarse en una fecha, mientras que resultó séptimo en el Gran Premio de Mónaco de la Fórmula Renault 3.5.
Tambay dejó los monoplazas en 2012 y se incorporó al equipo Abt del Deutsche Tourenwagen Masters. Al volante de un Audi A5, obtuvo un segundo puesto y un quinto, de modo que resultó décimo en el campeonato. En 2013 obtuvo un cuarto puesto, dos sextos y un noveno, por lo que acabó 14.º en la clasificación final.
Continuando con Abt en el DTM 2014, el francés logró un tercer puesto, un quinto y un sexto, de manera que repitió el 14.º puesto de campeonato. En 2015 puntuó en solamente dos de 18 carreras, de manera que quedó relegado al 24.º puesto en la clasificación general.

## Resultados

### GP3 Series
(Clave) (negrita indica pole position) (cursiva indica vuelta rápida puntuable)

| Año  | Escudería    | 1   | 1   | 2   | 2   | 3   | 3   | 4   | 4   | 5   | 5   | 6   | 6   | 7   | 7   | 8   | 8   | Pos. | Puntos | Ref.  |
| ---- | ------------ | --- | --- | --- | --- | --- | --- | --- | --- | --- | --- | --- | --- | --- | --- | --- | --- | ---- | ------ | ----- |
| 2010 | Manor Racing | BAR | BAR | EST | EST | VAL | VAL | SIL | SIL | HOC | HOC | BUD | BUD | SPA | SPA | MNZ | MNZ | 20.º | 6      | [ 1 ] |
| 2010 | Manor Racing |     |     |     |     |     |     |     |     |     |     | 18  | 9   | Ret | 1   |     |     | 20.º | 6      | [ 1 ] |

### 24 Horas de Le Mans
| Año     | Equipo            | Copilotos                          | Automóvil             | Clase | Vueltas | Pos. | Pos. Clase |
| ------- | ----------------- | ---------------------------------- | --------------------- | ----- | ------- | ---- | ---------- |
| 2020    | Eurointernational | Christophe D'Ansembourg Erik Maris | Ligier JS P217-Gibson | LMP2  | 26      | DNF  | DNF        |
| Fuente: |                   |                                    |                       |       |         |      |            |